# Michael William Lefor
Michael William Lefor ( Yonkers, Nueva York, 1 de abril de 1943 - 3 de septiembre de 2000) fue un botánico y profesor estadounidense.
Se recibió de "BA biología" en 1966, en el "Hobart College"; y su "MS en taxonomía vegetal" en 1968, con su adviser Howard William Pfeifer en la Universidad de Connecticut. Se doctora en 1971 con Henry Nathaniel Andrews en la misma Universidad. A continuación enseña botánica, taxonomía, humedales, evaluación de impacto ambiental, planificación ambiental en la Universidad de Connecticut, en el Departamento de Ecología y Biología Evolutiva y luego como Asistente de Residencias para el Departamento de Geografía hasta su jubilación en 2000.
También fue una de las principales de los consultores ambientales y de ingeniería Factum Erit.
Se especializó en clasificación de plantas con flores, fitosociología, ecología de humedales, especialmente en lo relativo a los humedales de mitigación; teleobservación, cartografía, uso de la tierra.
Investigó en sistemas de humedales, mitigación de humedales, hábitat perturbados; gestión del ambiente, flora de plantas vasculares de EE. UU. y el noreste de las Antillas, y; estudios de la vegetación.
Era experto en varios idiomas, en herbario, gestión de la información, edición, diseño y diagramación, ilustración científica. H
Fue un organista Curador del órgano en la Capilla de San Marcos, de la Universidad de Connecticut.
Presentó testimonios de expertos y de testigos, para proteger a los humedales de Connecticut.
Fue investigador principal del Consejo Asesor de Investigación (Departamento de Transporte de Connecticut), en un estudio de mitigación de los humedales, sobre el que fue el autor de varios informes.
Tuvo un diagnóstico de leucemia en 2000 y falleció el 3 de septiembre de 2000, de una infección que se desarrolló después de los tratamientos contra el cáncer, aparentemente con éxito.

## Algunas publicaciones
- A taxonomic revision of the Vivianiaceae 1971. Ed. University of Connecticut. 318 pp.
- Distribution of Salt Marsh Vegetation in Relation to Tidal Datums 1982
- Trail Wood: Vegetation of the Edwin Way Teale Memorial Sanctuary 1987
- A Guide to Common Inland Wetlands Plants of Connecticut 1989

Y varios trabajos sobre asociaciones de micorrizas con las plantas de los humedales.

### Editor
- Proceedings: Fourth IWR Wetlands Conference 1988
- The Flora of Southeastern Connecticut, 1995
- First Aton Forest Forum, 28 de octubre de 1995: Determinism and Uniformatarianism vs. Aton Forest
- Sociopolitics 1997

## Honores
- Miembro activo de la Sociedad de Botánica de Connecticut y se desempeñó como editor de su boletín entre 1980 - 1993

- Editor asociado de Rhodora (Diario del Club Nueva Inglaterra Botánico) y revisor de las revistas Rhodora, Gestión Ambiental, y de los humedales. También fue un revisor para la Flora de América del Norte, Jardín Botánico de Misuri, San Luis.

- Miembro del Comité Forestal de Aton, Inc. en 1990 y se desempeñó como su Presidente desde 1994 hasta su muerte

- La abreviatura «Lefor» se emplea para indicar a Michael William Lefor como autoridad en la descripción y clasificación científica de los vegetales.[1]